# Pico do Carneiro
O Pico do Carneiro é uma elevação portuguesa localizada na freguesia açoriana da Serreta, concelho de Angra do Heroísmo, ilha Terceira, arquipélago dos Açores.
Este acidente montanhoso encontra-se geograficamente localizado na parte Oeste da ilha Terceira, eleva-se a 383 metros de altitude acima do nível do mar e localiza-se na área de abrangência da Mata da Serreta.
Nas suas imediações passa a Ribeira das Lapas, vinda de uma cota de altitude de 800 metros nos contrafortes do Vulcão que forma a Serra de Santa Bárbara, onde nasce, indo desaguar na costa marítima da Serreta, junto ao Promontório da Ponta do Queimado onde se precipita no Atlântico de uma falésia, dando assim origem a uma cascata com cerca de 90 metros de altura.